# Locus Solus (роман)
Locus Solus —  (лат.) буквально: уединенное место или особенное место — роман французского писателя Рэймона Русселя, издававшийся в 1913—1914 годах. Один из наиболее причудливых текстов во французской прозе XX века. По мнению Робера Десноса, «ни в одном произведении не содержится <…> более обширной панорамы универсума». Автор «Locus Solus» покончил с собой в ночь с 13 на 14 июля 1933 года в гостиничном номере в Палермо; рядом с его телом находились двенадцать экземпляров романа. Фрагменты романа в переводе В. Е. Лапицкого печатались в 1999 году. Полный русский перевод романа, выполненный Е. Маричевым, вышел в Киеве в 2000 году.

## История публикации
Роман был напечатан в виде фельетона на страницах еженедельника «Le Gaulois de dimanche» под названием «Несколько часов в Буживале» в ноябре 1913-январе 1914 года. Почти одновременно с журнальной публикацией вышло и отдельное издание, уже под названием «Locus Solus». Между журнальным и окончательным вариантами имеются существенные расхождения. Так, место действия было перенесено из Буживаля в Монморанси (где жил Жан-Жак Руссо). В Отделе рукописей Национальной библиотеки Франции сохранились черновые варианты романа, куда входит не менее четырехсот не вошедших в изданный текст страниц; лишь небольшие фрагменты этих вариантов были опубликованы в конце XX века.

## Содержание
Внешнее действие романа охватывает собой около 5 часов. Гениальный изобретатель Марсьяль Кантерель (он носит имя римского поэта Марциала, а фамилия его, возможно, отсылает к латинскому cantor — певец) демонстрирует группе своих друзей (куда входит и рассказчик) размещенные на территории его поместья разнообразные диковины. Семь глав романа содержат подробное описание экскурсии. В первой фигурируют глиняное изваяние улыбающегося ребёнка из Томбукту и горельеф с изображением бретонского города Глоаник; во второй невероятно дотошно описана подвешенная к аэростату трамбовочная баба, с помощью которой на специально подготовленной лужайке выкладывается мозаика из разноцветных (не только белых, желтых и коричневых, но и красных и синих) человеческих зубов, изображающая эпизод из старинной скандинавской легенды с участием рейтара. Наиболее зрелищны диковины, описанные в третьей и четвёртой главах. Вниманию экскурсантов предлагается резервуар с насыщенной кислородом водой в виде гигантского алмаза, в котором плавают удивительные живые скульптуры: прелестная танцующая ундина Фаустина, говорящая голова Дантона, бесшёрстный сиамский кот по имени Хонг—дек—лен; поэт Николя Жильбер на развалинах Баальбека с нечетным систром в руках; атлет Вирлас, отлавливающий птицу с намерением удушить с её помощью Александра Великого; карлик Пиццигини, наносящий себе раны ножом с целью сделать свой кровавый пот более обильным; Вольтер, на миг усомнившийся в своем критическом отношении к религии при виде истово молящейся девицы; Атлант, ударяющий пяткой в созвездие Козерога; Пилат, испытывающий вечные муки от огненного клейма на лбу; пятимесячный Рихард Вагнер на руках у матери, которому колдун предсказывает его судьбу; упряжка из семи морских коньков-скакунов. Ещё более удивительна стеклянная клетка-ледник с ожившими — благодаря чудодейственному веществу воскресину — трупами, которые по воле Кантреля обречены на регулярное воспроизведение одних и тех же эпизодов из собственной жизни (преимущественно связанных с их переходом в мир иной); в этих постановках участвуют и живые актеры — родственники умерших, которым приходится в условиях ледника тепло одеваться. В последующих главах описаны живущий в имении поклонник Леонардо Да Винчи, безумец Луций Эгруазар (он сошел с ума после того, как разбойники сплясали жигу на теле его годовалой дочери), а также учёные животные, включая петуха Мопса, способного начертать пророчества собственной кровью. Роман заканчивается приглашением экскурсантов на ужин.

## Жанровое своеобразие и философский смысл
Книга продолжает традицию алхимического романа, первым образцом которого во Франции стало «Путешествие удачливых принцев» Франсуа Бероальда де Вервиля. Однако тесно общавшийся с Русселем писатель Мишель Лейрис предостерегал от излишне углубленных эзотерических трактовок книги. Перед нами скорее образец алхимии слова, псевдонаучный универсум, театр иллюзий.
По мнению Мишеля Фуко, посвятившего Рэймону Русселю первую специальную монографию, главным достоинством романа становится самостоятельность его языка, отграниченность «слов» от «вещей». Ещё одна возможная параллель — «В поисках утраченного времени» Марселя Пруста: как и главный герой Пруста, Кантрель стремится к обретению «утраченного времени», только вот обретает он его в явно иллюзорном, перекликающемся с аналогичными действиями реаниматора Герберта Уэста из рассказа Лавкрафта, воскрешении трупов. Впрочем, сами писатели (они были знакомы) никакого родства между собой не признали бы.

## Влияние массовой культуры
Несмотря на целый калейдоскоп мелькающих на страницах романа известных писательских имён (в черновиках к ним добавляется Шекспир), генезис «Locus Solus», возможно, следует в большей мере возводить не к высокой литературной традиции, а к массовой культуре: всё происходящее перекликается с ярмарочным представлением, балаганом, а то и выступлением фокусника. Вставные новеллы, которыми изобилует роман, отсылают читателя то к традиции «разбойничьего романа», то к «розовой» и «чёрной» мелодрамам. Описание убийства прелестной Андреа Апарисио в четвёртой главе неожиданно перекликается с «Убийством Роджера Экройда» Агаты Кристи Главный герой романа отчасти напоминает гениальных учёных Верна (Отто Лиденброк в романе «Путешествие к центру Земли»), но и безумных учёных Уэллса («Остров доктора Моро») и Мориса Ренара.

## Влияние на массовую культуру
Название «Locus Solus» и его иронические трансформации нередко встречаются в современной массовой культуре: это название носят один из альбомов американского музыканта Джона Зорна, фестиваль экспериментальной музыки в Нанте, учреждённый в 1961 году в США литературный журнал, корпорация киборгов в фильме «Призрак в доспехах: Невинность»; в 1996 году был издан детективный роман французского писателя Бертрана Делькура под названием «Blocus Solus».

## Стиль
Стиль Русселя сравнивали со стилем Вилье де Лиль-Адана, Эдгара По и Жюля Верна (последний являлся литературным кумиром автора «Locus Solus»). Между тем Ален Робб-Грийе оценивал стиль Русселя негативно; известна его афористическая формулировка: «Русселю нечего сказать, и пишет он плохо».